# Centre d'études et de recherche de Grenoble
 (février 2016).
Le centre d'études et de recherche de Grenoble (CERG) est un centre d’études et d’essais spécialisé dans la mécanique des fluides situé 7 rue Lavoisier à Pont-de-Claix. La société est créée en 2007 en reprenant un centre d’études et de recherche appartenant depuis 1962 à la société Alstom.
Il est spécialisé dans les disciplines suivantes : l’hydrodynamique, l’aéraulique, l’hydraulique en charge et en surface libre, les échanges multiphasiques, la cavitation, les coups de bélier, les bruits et vibrations liés aux écoulements.
Le CERG est un des plus grands laboratoires privés en mécanique des fluides au monde.

## Historique

### La naissance de l’hydraulique et des laboratoires hydrauliques à Grenoble
C’est au milieu du XIXe siècle que sortent des ateliers de Casimir Brenier, sous l’impulsion d’Aristide Bergès, les premières turbines hydrauliques et que nait la houille blanche. Rapidement, apparait la nécessité de disposer de laboratoires d’essais pour développer et optimiser cette technique. Le Laboratoire dauphinois d’hydraulique (LDH) est créé qui donnera finalement naissance à trois laboratoires toujours en activité autour de Grenoble : le laboratoire d’Alstom Power Hydro destiné aux essais de turbines, le laboratoire d’Artelia destiné aux aménagements hydrauliques et le CERG.

### L’ancêtre du CERG
Le centre de recherche hydraulique Technique des Fluides, qui donnera plus tard naissance au CERG, est créé en 1962 lorsqu’Alsthom absorbe les deux sociétés grenobloises Neyrpic et Sogreah. En 1977, les activités diversifiées de Neyrpic sont cédées à la société Neyrtec nouvellement créée. Le centre de recherche technique des fluides est alors rebaptisé CER, Centre d’études et de recherche. Au début de l’année 1980, Neyrtec déménage sur un nouveau site à Pont de Claix. Le laboratoire est reconstruit à neuf et devient le laboratoire d’études et d’essais en hydraulique le plus grand et le plus performant de France. De gros investissements sont réalisés, tant au niveau des capacités des moyens d’essais qu’en ergonomie de fonctionnement et dans la diversité de ses équipements. Par la suite, le laboratoire voit ses équipements régulièrement étendus.
En 1986, le CERG est rattaché à l’entreprise nantaise ACB, filiale elle aussi du groupe Alsthom. Le centre est rebaptisé CERG (Centre d'études et de recherche de Grenoble).
Au cours des années 1990, Alsthom devient GEC Alsthom lors de l’arrivée de GEC dans l’actionnariat aux côtés d’Alcatel, puis reprend son indépendance sous le nom d’Alstom en 1998.
ACB change aussi de nom pour s’appeler Alstom Fluides et Mécaniques puis Alstom Bergeron en 2005.
Le CERG suit l’évolution du groupe et, pendant cette période, collabore à de nombreux projets internationaux : sous-marins nucléaires, propulsion des navires, TGV puis pompes et stations de pompages en particulier pour les grands projets de centrales énergétiques en particulier pour les centrales nucléaires…

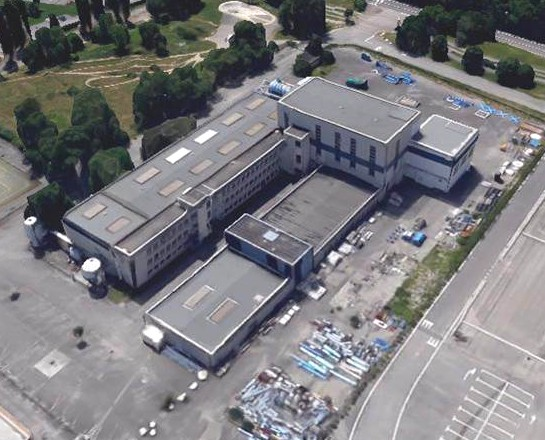
Vue aérienne du CERG

### La société CERG
Des vocations et les métiers trop éloignés poussent finalement le CERG à se détacher d’Alstom Bergeron. En octobre 2007, l’industriel Thierry Ernoult, créateur de la société Environne’Tech, rachète le laboratoire à Alstom et crée la société CERG qui se constitue en société par actions simplifiée au capital de 80 000 €. La société CERG SAS reprend l’ensemble des activités, des contrats, des moyens humains et des équipements dont le centre disposait du temps où il appartenait à Alstom.
En 2012, l’entreprise s’émancipe de la société Environne’Tech vendue au groupe Emitech, pour être rattachée directement à la holding pilotée par Thierry Ernoult. le capital et les fonds propres sont revus à la hausse afin d’assurer les moyens de développement.
Fin 2015, le CERG compte 23 collaborateurs dont seulement 4 sont issus de l’aventure Alstom initiale.

### Les différents directeurs du CERG
- Michel de Crevoisier : créateur et premier dirigeant du CERG (1962 – 1984)
- Michel Visconti (1984 – 1998)
- René Perret (1998 – 2011)
- Robert Laborde (2011 à aujourd’hui)

## Métiers
Les métiers du CERG sont centrés sur les applications de la mécanique des fluides et plus particulièrement de l’hydraulique. Ils intègrent les domaines de la thermique, l’hydrodynamique, des interactions fluides-structure et des bruits et vibrations.
Le CERG intervient à l’aide d’études expérimentales, numériques, d’expertise ou de prestations de formation.
Pour ces premières, le CERG dispose d’un laboratoire hydraulique regroupant des moyens d’essais très variés qui permettent des essais sur maquette ou sur prototype, des essais de qualification ou des tests de performances.
En outre, le CERG fournit des équipements de mesure ou d’essais sur la base de spécifications spécifiques de ses clients.

## Marchés
Le CERG intervient aussi bien pour des clients privés (industriels, constructeurs, bureaux d’étude, ingénieries…) que pour des clients publics (défense, énergie…).
Les marchés concernés s’étendent sur pratiquement tous les secteurs d’activité et plus particulièrement l’eau et l’environnement, l’énergie (en particulier le nucléaire), la défense, le transport, l’oil&gas.
Le CERG est habilité ISO 9001v2008 depuis 1998. Il est en outre agréé par le ministère de la Recherche pour le crédit impôt recherche et depuis 2014 pour le crédit impôt innovation.

## Positionnement
Le CERG se positionne dans trois directions :
- La prestation d’études, d’expertise et de formation. C’est le métier de base du CERG. Il utilise en particulier des essais sur modèle réduit afin de simuler le comportement de matériels, ouvrages, process, grandeur nature[5],[6],[7].
- La prestation d’essais, en particulier d’essais de qualification de matériels hydrauliques (pompes, vannes…).
- La conception et le développement de produits, systèmes, procédés basés sur la mécanique des fluides.

## Contributions du CERG

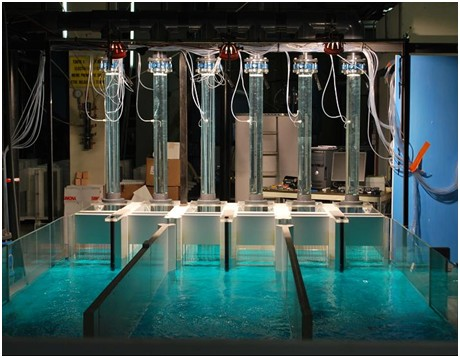
Maquette de la station de pompage de Terga dans les locaux du CERG

Le CERG a été régulièrement associé à divers projets :
- Les programmes successifs de sous-marins nucléaires : depuis les sous-marins de type Le Redoutable jusqu’au Barracuda en passant par la série des sous marins de nouvelle génération, le CERG a contribué aux techniques de stabilisation des sous-marins ainsi qu’aux problématiques de réduction de bruit[6].
- Les TGV : le CERG a participé aux études sur l’aérodynamique et l’acoustique des TGV en utilisant en particulier les méthodes de similitude hydraulique consistant à reproduire dans l’eau des mécanismes aérauliques[6].
- Pétrole et gaz : le CERG a été associé aux développements des techniques de séparation eau-pétrole dans la production pétrolière et, en particulier, récemment au dispositif « multipipe » de Saipem pour l’exploitation en grands fonds.
- Les grandes centrales énergétiques : le CERG a réalisé de très nombreuses études sur l’optimisation des stations de pompage à l’aide d’essais en similitude[7]